# Pantografie

Entstehung einer Pantografie

Pantografie ist eine Zeichnung, die mit einem mechanischen Präzisionsinstrument, dem Pantografen, gefertigt wurde.
In der Zahntechnik wird der Begriff synonym für eine Axiographie verwendet.
In der Glasbearbeitung ist die Pantografie eine Art der Gravur äußerst filigraner Motive.
Im Fahrradrahmenbau bezeichnet Pantografie eine Fräsung oder Gravur im Rahmen, meist mit der Marke des Herstellers. Vor allem bei italienischen Stahlrahmen war dies neben den Decals markenbildend für viele Hersteller.